# Птеростиракс
Птеростиракс (лат. Pterostyrax) — род деревянистых растений семейства Стираксовые (Styracaceae), распространённый в Китае и Японии.

## Ботаническое описание
Листопадные деревья или кустарники. Побеги опушены звездчатыми волосками; почки голые, с 2 наружными чешуями. Листья очерёдные, черешковые, пильчатые или зубчатые; прилистники отсутствуют.
Цветки обоеполые, собраны в крупные, поникающие, односторонние, многоцветковые метёлки, расположенные на верхушке укороченных боковых побегов; прицветники рано опадающие; цветоножка короткая, членистая. Трубка чашечки колокольчатая, 5-ребристая, полностью приросшая к завязи, с 5 зубчиками. Лепестков 5, свободные, реже сросшихся у основания, черепитчатые. Тычинок 10, 5 коротких и 5 длинных или почти равных по длине, несколько длиннее, чем венчик, расположены в 1 круг; нити уплощённые, почти свободные или в основании сросшиеся в перепончатую трубочку. Завязь нижняя, реже полуверхняя, 3—5-гнёздная, с 4 семяпочками в каждом гнезде. Столбик удлиненный, шиловидный, несколько длиннее, чем тычинки; рыльце головчатое или неясно трёхлопастное. Плоды — сухие, ребристые или крылатые, обычно продолговатые, 1—2-семянные костянки.

## Виды
По информации базы данных The Plant List, род включает три вида:
- Pterostyrax corymbosus Siebold & Zucc. (1839) typus[1] — Птеростиракс щитковидный
- Pterostyrax hispidus Siebold & Zucc. (1846) — Птеростиракс щетинистый, или Птеростиракс волосистый
- Pterostyrax psilophyllus Diels ex Perkins (1907)